# Лора Бреніген
Лора Бреніґен (англ. Laura Branigan, 3 липня 1952 — 26 серпня 2004) — американська співачка, авторка пісень і акторка. Її фірмова пісня, платиновий сингл «Gloria» 1982 року, залишалася в американському Billboard Hot 100 протягом 36 тижнів, а потім стала рекордом для виконавиці, досягнувши 2-го місця. Вона також досягла першого місця в Австралії та Канаді. «Gloria» Бреніген була кавером на пісню, написану італійським співаком і автором пісень Умберто Тоцці. Він досяг великого успіху в Італії та Європі в 1979 році. 1984 року вона досягла першого місця в Канаді та Німеччині з американським хітом № 4 «Self Control», який випустив італійський співак і автор пісень Раф того ж року. Вона також мала успіх у Великій Британії, коли «Gloria» та «Self Control» потрапили в десятку найкращих у британському чарті синглів.

## Життєпис
Лора Енн Бреніган народилася 3 липня 1952 року в Маунт-Кіско, поблизу Нью-Йорка, четвертою з п'яти дітей ірландсько-американських батьків Кетлін О'Хара Бреніган та Джеймса Бренігана-старшого, менеджера по роботі з клієнтами та брокера взаємних фондів; пізніше вони розлучилися. Її молодший брат Вільям «Біллі» Бреніган, який також був музикантом, грав на гітарі в бек-вокальному гурті Бреніган на початку її кар'єри, а пізніше взяв участь у записі її альбому Over My Heart 1993 року як співпродюсер, аранжувальник, гітарист, бас-гітарист і бек-вокаліст, а також написав разом із сестрою трек «Over You». Він помер від серцевого нападу 10 березня 2022 року у віці 65 років. Дідусем і бабусею Бренігана по материнській лінії були Вільям О'Хара-молодший (син Вільяма Джона О'Хара і Агнес Б. О'Коннор) і Мері Конвей (дочка Френсіса Дж. Конвея і Мері Терези МакГінесс).
Бреніган виросла в Армонк, штат Нью-Йорк, і в дитинстві відвідувала католицьку школу в сусідньому Чаппаква. Вона відвідувала середню школу Байрам-Гіллз з 1966 по 1970 рік, зігравши головну роль у шкільному мюзиклі «Піжамна гра» у своєму випускному класі.
У 1970—1972 роках Бреніган відвідувала Американську академію драматичних мистецтв у Нью-Йорку і заробляла на життя, працюючи офіціанткою.
У 80-х була популярною завдяки своїм диско хітам на кшталт Gloria, Self Control, Solitaire та ін. У середині 90-х припинила свою музичну кар'єру через хворобу чоловіка; і лише 2002 року повернулася як акторка бродвейського театру, виконавши роль співачки Дженіс Джоплін у мюзиклі «Love Janis».
Раптово померла 26 серпня 2004 року, через розрив церебральної аневризми уві сні.

## Дискографія
Студійні альбоми
- Branigan (1982)
- Branigan 2 (1983)
- Self Control (1984)
- Hold Me (1985)
- Touch (1987)
- Laura Branigan (album)|Laura Branigan (1990)
- Over My Heart (1993)

Компіляції альбомів
- The Best of Laura Branigan (1988)
- The Very Best of Laura Branigan (1992)
- The Best of Branigan (1995)
- The Essentials: Laura Branigan (2002)
- The Platinum Collection (2006)
- Shine On: The Ultimate Collection (2010)

## Фільмографія
| Фільми | Фільми        | Фільми         | Фільми                  |
| Рік    | Фільм         | Роль           | Примітки                |
| ------ | ------------- | -------------- | ----------------------- |
| 1985   | Mugsy's Girls | Моніка         | Також знана як Delta Pi |
| 1988   | Бекстейдж     | Кейт Лоренс    |                         |
| Театр  |               |                |                         |
| Рік    | назва         | Роль           | Примітки                |
| 2002   | Love, Janis   | Дженіс Джоплін | Мюзикл                  |

## Нагороди і номінації
| Рік  | Назва                 | Категорія                                     | Пісня                                     | Результат  |
| ---- | --------------------- | --------------------------------------------- | ----------------------------------------- | ---------- |
| 1982 | Ґреммі                | Найкращий жіночий поп вокал                   | «Gloria»                                  | Номінація  |
| 1983 | Ґреммі                | Альбом року                                   | «Imagination» саундтрек фільму Flashdance | Номінація^ |
| 1984 | American Music Awards | Найкраще поп/рок жіноче відео                 | «Self Control»                            | Номінація  |
| 1984 | Tokyo Music Festival  | Гран прі нагорода за найкращий жіночий виступ | «The Lucky One»                           | Перемога   |

- ^ Ця нагорода була присуджена фільму, а не тільки Лорі Бреніген.